# Якобсен, Якоб Кристиан
Якоб Кристиан Якобсен (2 сентября 1811 — 30 апреля 1887) — датский бизнесмен и меценат. Известен, как основатель пивоварни Carlsberg.

## Биография
Не имел академического образования, хотя он посещал лекции Ханса Кристиана Эрстеда. В 1840-е он осознал, что производство пива, должно осуществляться на научном методе производства.
В 1847 года он основал пивоварню Carlsberg, которая названа в честь его сына, Карла Якобсена. Данная пивоварня располагалась в Вальбю, на окраине Копенгагена, где находится и по настоящее время. В 1875 году он основал Лабораторию Carlsberg.
Проявлял интерес к государственным делам и поддерживал Национал-Либеральную партию Дании, постепенно становясь более консервативным. Кроме того, он был известным меценатом. После пожара замка Фредериксборг в 1859, он организовал сбор средств на его восстановление.
В 1876 году Якобсен основал фонд Carlsberg. Конфликт с сыном Карлом привел к тому, что Карл основал пивоварню «Ny Carlsberg» в 1882 году. Однако отец и сын примирились в 1886 и в 1902 две компании были объединены.
Его сын, Карл Якобсен, создал одну из крупнейших частных коллекций картин в свое время. В настоящее время коллекция находится в музее, в Копенгагене.